# Pieter van Boucle
Pieter van Boucle (Pieter van Bœcle ou Peter van Boucle ; né entre 1600 et 1610, probablement à Anvers, et mort en 1673 à Paris) est un peintre d'origine flamande qui a travaillé durant une longue période à Paris où il est mort.
Pieter van Boucle s'est spécialisé dans le genre des natures mortes et des tableaux animaliers : ses œuvres sont nombreuses mais leur attribution est parfois incertaine.

## Biographie
Sa vie est mal connue et les informations incomplètes.
On sait que son père, Carel Van Boucle, était graveur à Anvers et appartenait à la Guilde de Saint-Luc (corporation des peintres) en 1603. Au début du XVIIe siècle les tensions religieuses dans les Pays-Bas espagnols conduisent un certain nombre d'artistes hollandais à émigrer vers la France : ils s'installent en particulier à Paris au faubourg Saint-Germain, hors les murs de la ville comme l'imposent aux étrangers les règles de la corporation des maîtres peintres et sculpteurs. Carel van Boucle rejoint ce groupe en 1617 et est enregistré avec son fils à Paris en 1623. L'enfance de Pieter van Boucle n'est pas connue : il est semble-t-il retourné à Anvers pour sa formation à la peinture. Il dit avoir fréquenté l'atelier de Frans Snyders mais aucune trace de sa présence n'y a été retrouvée, cependant son style pictural montre une proximité avec celui du maître flamand.
Il commence sa carrière à Anvers et se spécialise dans les natures mortes recherchées par la clientèle bourgeoise de l'époque. Il est membre de la guilde de Saint Luc de la ville flamande de 1632 à 1636.

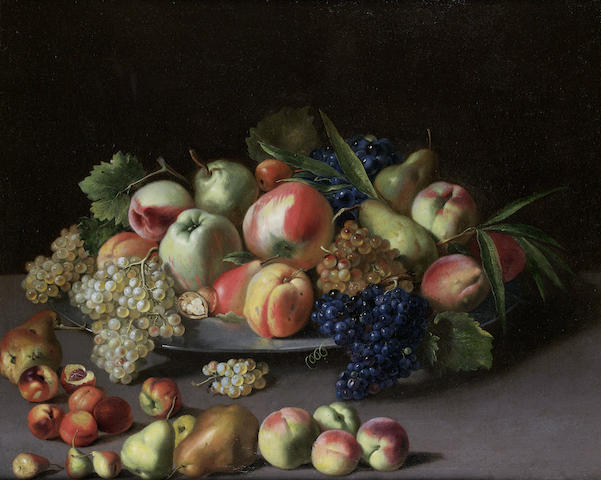
Nature morte aux Pommes, poires, raisins et pêches
après 1650 - Coll. particulière.

Il revient (à une date inconnue) s'installer à Paris où l'on connaît ses œuvres à partir de 1648. C'est un peintre prolifique qui rencontre le succès (le roi Louis XIV possédait deux de ses toiles) mais qui meurt à l’Hôtel-Dieu de Paris dans la déchéance en 1673 pour avoir dilapidé ses biens dans la débauche.
Sa spécialité était les natures mortes et les tableaux animaliers mais il a aussi collaboré avec d'autres artistes comme Simon Vouet et Lubin Baugin à la réalisation de canevas pour des tapisseries. Il a eu également une activité de graveur et de décorateur sur des objets en porcelaine de Chine.

## Œuvre
Essentiellement consacrée à la nature morte, son œuvre associe la manière flamande (lumière frontale, opulence, surabondance) et la manière française (délicatesse du pinceau, jeu sur les nuances de couleurs) dans une recherche réaliste. 
Ses tableaux sont le plus souvent de grandes dimensions et présentent des tables garnies de fruits ou de gibier avec des signes de luxe. Leur attribution est parfois discutée : sa signature PVB (pas toujours présente d'ailleurs) a pu amener à des confusions avec Pieter van Boel ou Pieter Van den Bos par exemple.
Certains de ses tableaux comportent des personnages (marchande de légumes, jeune garçon) mais on soupçonne l'intervention d'autres peintres dans ces œuvres. Les compositions assez monumentales de Pieter van Boucle sont aussi souvent animées par des animaux vivants (chat, singe, chien, Nature morte aux fruits, au gibier et à la chèvre) mais le thème des animaux est aussi exploité pour lui-même (Poulailler, Combat de coqs) et surtout sous l'aspect de gibier mort.
Ces toiles aux éléments accumulés (qui ne semblent pas toujours respecter le calendrier des productions : asperges et raisin réunis par exemple) renseignent sur l'alimentation de l'époque en donnant une impression de corne d'abondance. Cependant certaines de ses toiles peuvent être interprétées comme des vanités, par exemple le fruit croqué dans Pommes, poires, pêches, ou dans Perroquet, urnes et fruits sur un entablement en pierre, huile sur toile de 95 x 122,5cm où l'urne renversée renvoie au thème baroque de la mort cachée dans les plaisirs de la vie. Le thème du panier renversé se retrouve dans plusieurs de ses toiles comme la présence du perroquet associé usuellement à l'idée de couple ou d'épouse, d'autant qu'il ne s'agit pas dans ce tableau d'un perroquet multicolore et flamboyant mais d'un perroquet blanc isolé.
Musées
- Panier de fruits, 1649, huile sur toile, 51 × 62 cm, Musée d'art de Toledo[6]
- Viande de boucherie avec chien et chat, 1651, huile sur toile, 113 × 149 cm, Paris, musée du Louvre[7]
- Fruits et légumes, 1651, huile sur toile, 113 × 148 cm, Paris, musée du Louvre-Collection royale de Louis XIV[8]
- Nature morte avec carpe et brochet, 1652, Huile sur toile, 80 × 101 cm, Musée des beaux-arts de Houston[9]
- Nature morte aux fruits, légumes sortant d'un panier renversé et fleurs dans un vase, huile sur toile, 79 × 110 cm, Musée des Beaux-Arts de Dole[10]
- Chat, poissons et crevettes, huile sur chêne, 20 × 25 cm, Le Mans, Musée de Tessé[11]
- Marchande de fruits (attribué), huile sur toile, 138 × 167 cm, Musée des Beaux-Arts de Bordeaux[12]
- Le Poulailler (attribution incertaine), 1651-1675, huile sur toile, 51 × 61 cm, Musée des Augustins de Toulouse[13]
- La Marchande de fruits, Arras, Musée des Beaux-Arts, 198 x 237 cm[14]
- Étal de fruits avec couple, huile sur toile, 288 × 187 cm, Musée des beaux-arts et d'archéologie de Besançon[15]
- Chiens se disputant de la viande, 1664 - Musée des Beaux-Arts Dijon
- Divers animaux dans un paysage, XVIIe siècle, Musée des Antiquités de Rouen.

Collections privées
- Nature morte aux poissons et au chat, huile sur toile, 70 × 107 cm, Collection privée, Vente Dorotheum 2011[16]
- Deux chiens, artichauts et entrailles, oil on canvas, 80 × 117 cm, Collection privée, Vente Sotheby's 2013[17]
- Un petit chien menaçant un poulet et des poussins, 1655-1665, huile sur toile, 51 × 61 cm, Collection privée, Vente Dorotheum 2005[18]

«
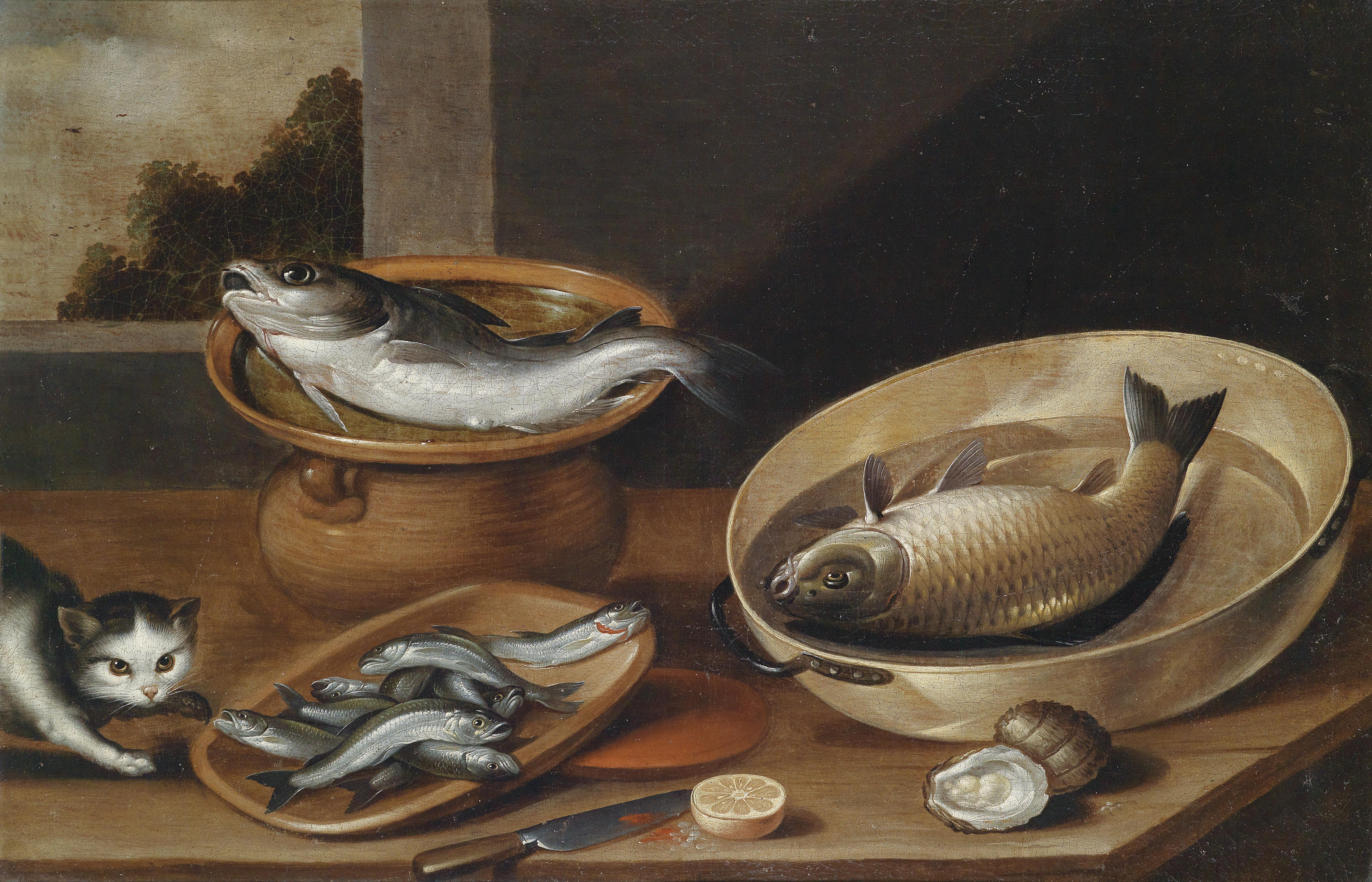
Nature morte aux poissons et au chat Collection privée
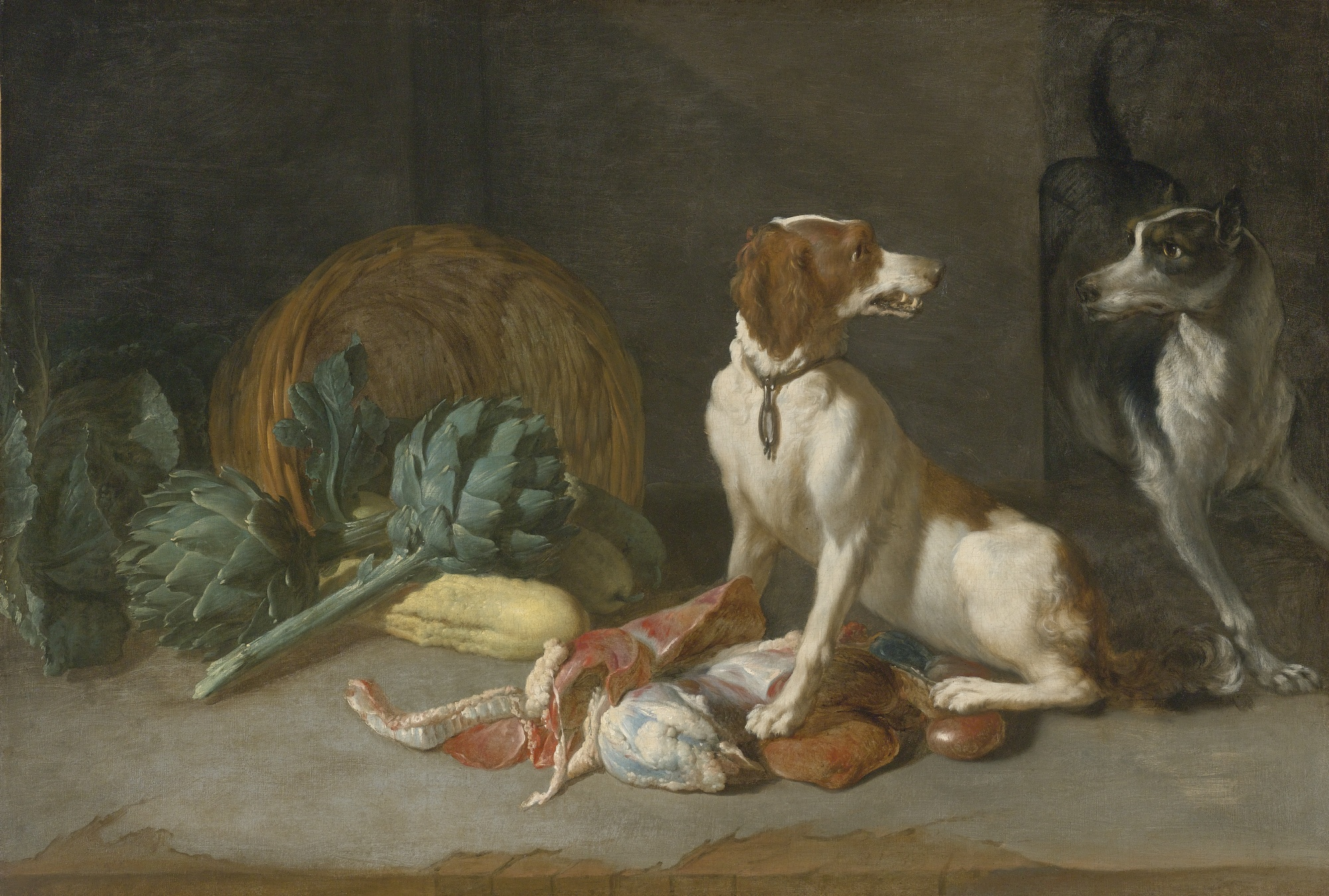
Deux chiens, artichaut et entrailles Collection privée
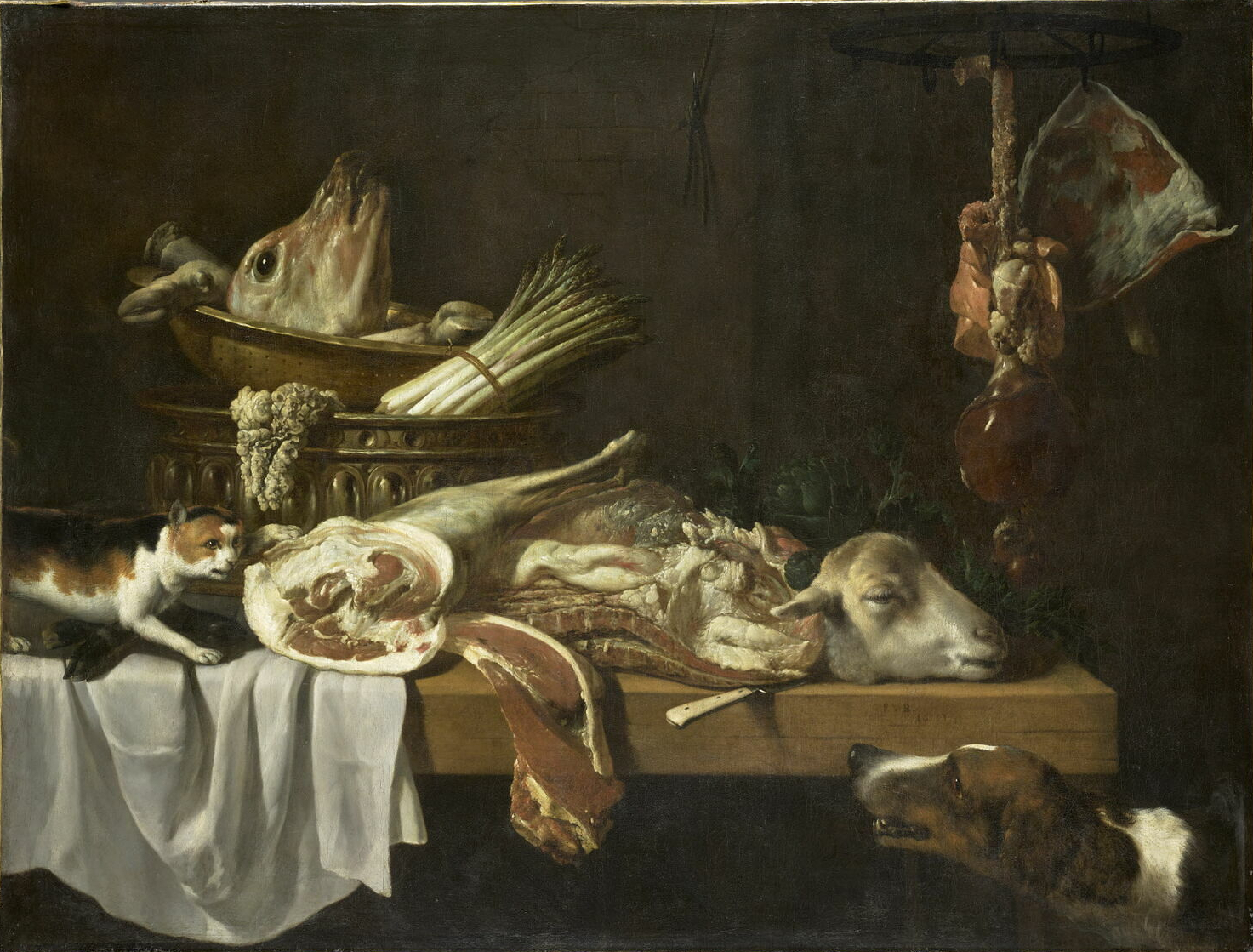
Viande de boucherie avec chien et chat 1651, Musée du Louvre
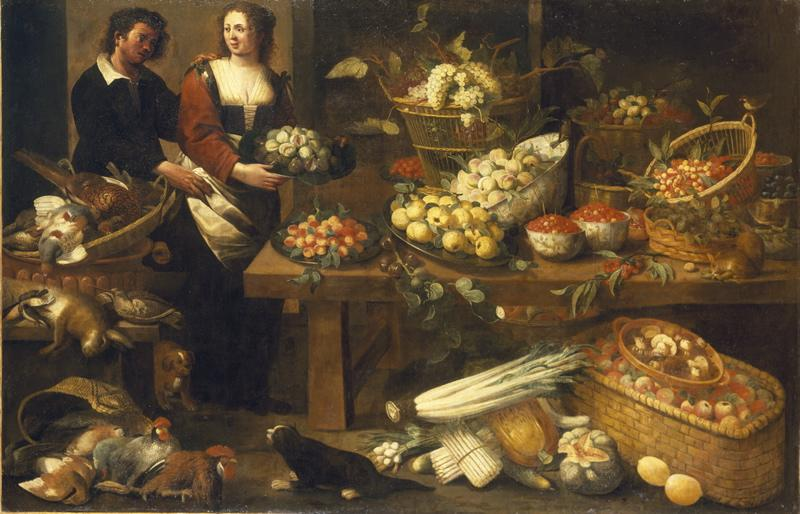
Étal de fruits avec couple Musée des Beaux-Arts de Besançon.
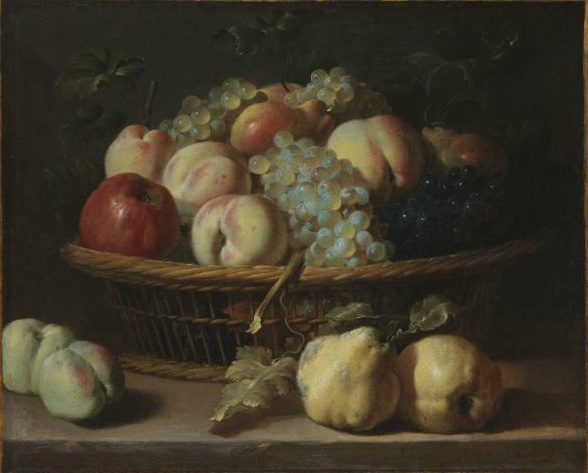
Panier de fruits, 1649 Musée d'art de Toledo
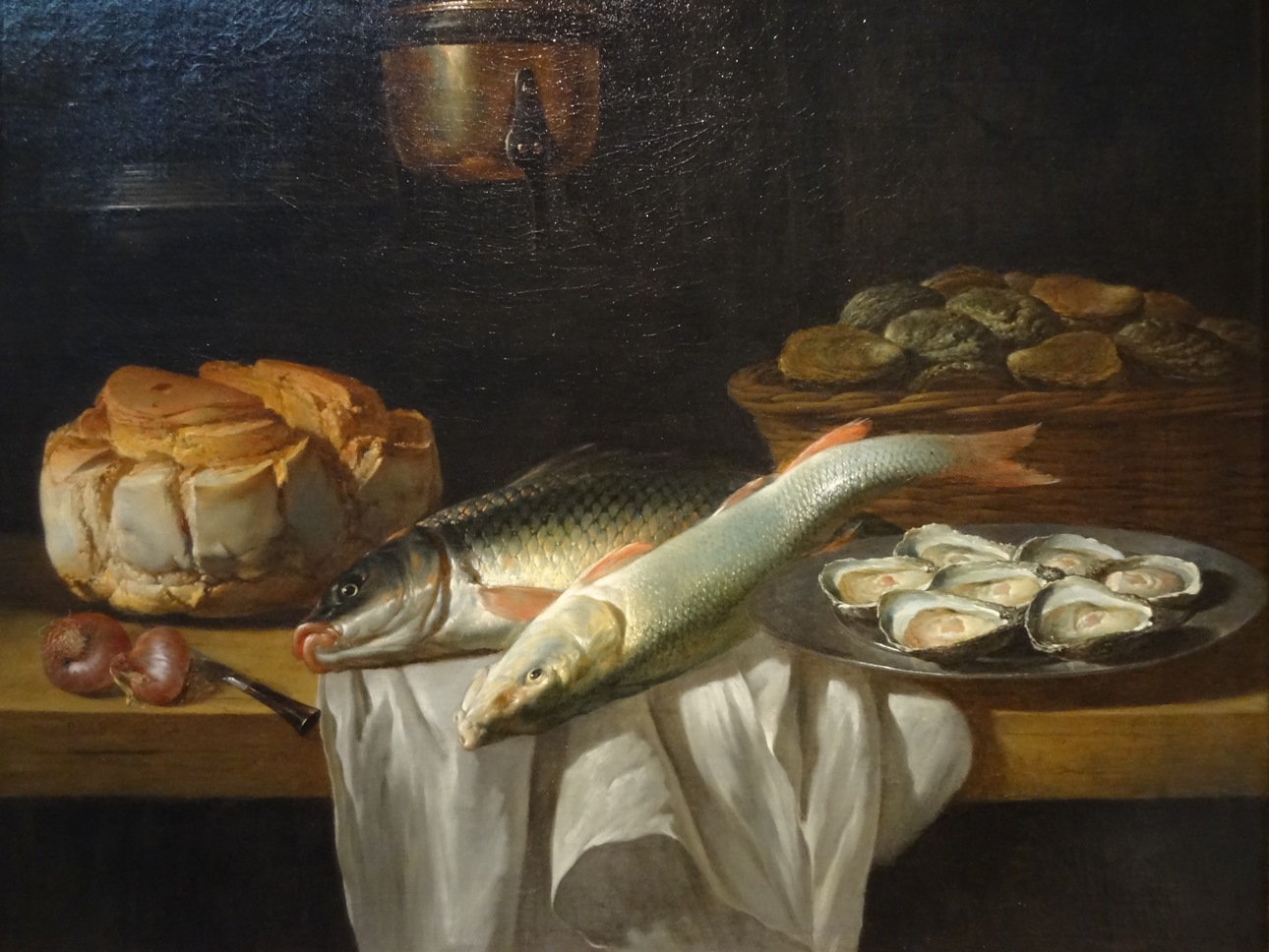
Nature morte avec carpe et brochet 1652, Musée des beaux-arts de Houston
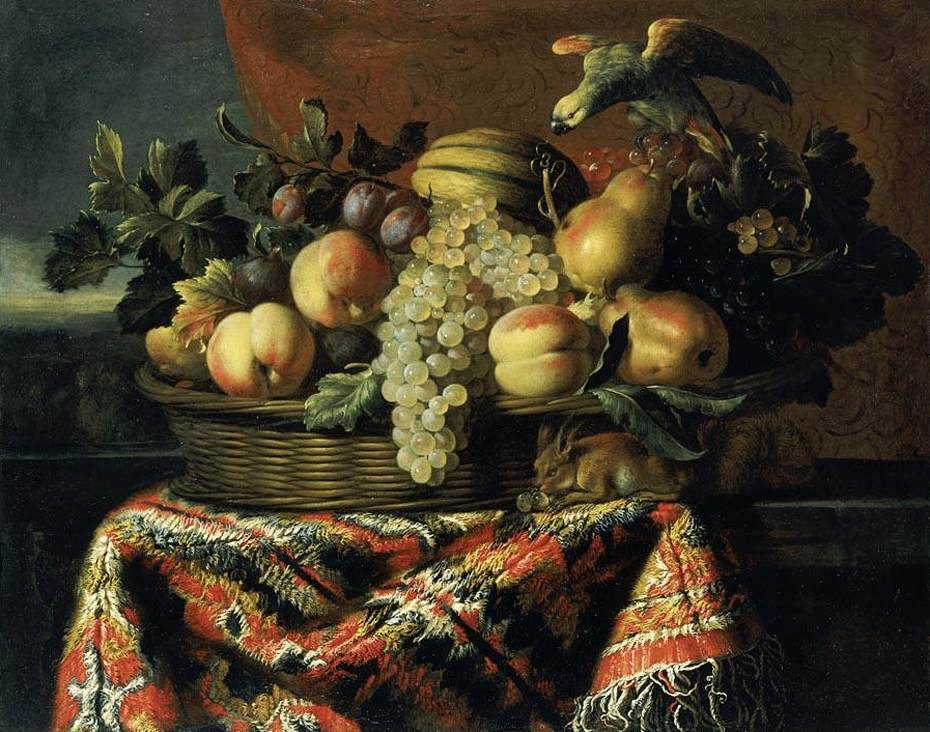
Nature morte au panier de fruits et perroquet après 1650, Coll. particulière